# Nardò
Nardò város (közigazgatásilag község) Olaszország Puglia régiójában, Lecce megyében.

## Fekvése
A Salentói-félsziget déli részén fekszik, Gallipolitól északkeletre.

## Története
A települést a messzápok alapították i. e. 10. században. A rómaiak i. e. 269-ben foglalták el. A Nyugat-római birodalom bukása után a bizánciak és longobárdok fennhatósága alá került. 1055-ben a normannok foglalták el, majd 1266-ban az Anjouk. 1497-ben az Acquaviva család tulajdonába került, akik meghonosították a reneszánszot a városban. 1647-ben a város lakossága fellázadt a spanyolok uralma ellen, de a nápolyi spanyol alkirály seregei leverték a lázadást. 1806-ban vált önállóvá, amikor a Nápolyi Királyságban felszámolták a feudalizmust.

## Népessége
A népesség számának alakulása:

## Látnivalók
- a város központja a Piazza Salandra
- a 11. században épült Duomo (katedrális), amelynek homlokzatát a 18. században átépítették, de belsője megtartotta eredeti román-gótikus stílusjegyeit
- a 16. századi San Domenico templom, barokk homlokzatával
- a Santa Maria del Carmine-templom reneszánsz portáljával
- az 1618-ban épült San Cosimo-templom
- a 12,5 km hosszú autóverseny pálya
- Olaszország első Holokauszt Múzeuma: az Emlékezet Múzeuma itt létesült, abban a városban, ahol a túlélő zsidók számára menekülttábort állítottak fel a negyvenes években. A kiállításon látható Zivi Miller román származású zsidó művésznek a menekülttáborban való tartózkodása idején készült három restaurált freskója. A Nardón áthaladó 150 ezer zsidó menekült között olyan személyiségek voltak, mint két későbbi izraeli miniszterelnök, Ben Gurion és Golda Meir, továbbá Mose Dajan, a későbbi védelmi miniszter.